# ماربل‌هد (ایلینوی)
ماربل‌هد (به انگلیسی: Marblehead) یک منطقهٔ مسکونی در ایالات متحده آمریکا است که در ایلینوی واقع شده‌است.